# تروفيو بالما 2018
تروفيو بالما 2018 (بالفرنسية: Trofeo Palma 2018)‏ هو سباق دراجات هوائية، وهو الموسم رقم 27 من السباق، وأقيم في 28 يناير 2018، وامتدّ لمسافة 159.6 كيلومتر، وهو أحد سباقات طواف أوروبا للدراجات 2018، وقد شارك في السباق 127 متسابقاً ووصل إلى نهايته 109 متسابقاً.
فاز فيه بالمركز الأول جون ديجينكولب، وبالمركز الثاني Erik Baška ‏، وبالمركز الثالث Coen Vermeltfoort ‏.

## الفرق
| فرق عالمية (5)- Movistar Team - Sky - Bora-Hansgrohe - Lotto Soudal - Trek-Segafredo فرق قارية محترفة (8)- كاجا رورال-سيغوروس 2018 ‏ - برجس بي إتش 2018 ‏ - Fortuneo-Samsic - سبورت فلاندرين بالويس 2018 ‏ - يوسكادي مورياس 2018 ‏ - Israel Cycling Academy - رومبوت تشارلز ‏ - بنجوال باوليز ساوكس دبليو بي ‏ فرق قارية (4)- Biesse–Carrera ‏ - أوسكالتيل أوسكادي ‏ - Pannon Cycling Team ‏ - Sauerland NRW-SKS Germany ‏ فريق وطني- 2018 فريق إسبانيا لركوب الدراجات للرجال ‏ |  |
| |  |

## التصنيف العام النهائي
| التصنيف العام | التصنيف العام      | التصنيف العام | التصنيف العام                 | التصنيف العام |        |
| الدراج        | الدراج             | البلد         | الفريق                        | الوقت         | السرعة |
| ------------- | ------------------ | ------------- | ----------------------------- | ------------- | ------ |
| 1.            | جون ديجينكولب      | ألمانيا       | تريك سيغافريدو                | 3 س 47 د 29 ث |        |
| 2.            | Erik Baška ‏        | سلوفاكيا      | بورا هانسغروه                 | + 0 ث         |        |
| 3.            | Coen Vermeltfoort ‏ | هولندا        | Roompot-Nederlandse Loterij   | + 0 ث         |        |
| 4.            | إنريكي سانز        | إسبانيا       | Euskadi Basque Country-Murias | + 0 ث         |        |
| 5.            | كارلوس باربيرو     | إسبانيا       | موفيستار                      | + 0 ث         |        |
| 6.            | ألبرت توريس        | إسبانيا       | إسبانيا                       | + 0 ث         |        |
| 7.            | Jordi Warlop ‏      | بلجيكا        | Sport Vlaanderen-Baloise      | + 0 ث         |        |
| 8.            | خوسيه خواكين روخاس | إسبانيا       | موفيستار                      | + 0 ث         |        |
| 9.            | ليوناردو باسو      | إيطاليا       | سكاي                          | + 0 ث         |        |
| 10.           | Xavier Cañellas ‏   | إسبانيا       | إسبانيا                       | + 0 ث         |        |

## وصلات خارجية
- الموقع الرسمي
- تروفيو بالما 2018 على موقع إحصائيات الدراجات الإحترافية (الإنجليزية)